# Anthony Osorio
Anthony Osorio (Ica, 26 de abril de 1998) es un jugador profesional de fútbol peruano. Desempeña la posición de delantero y su equipo actual es Deportivo Moquegua de la Liga 2 de Perú.

## Trayectoria
Sus primeros pasos en el fútbol lo dio en Academia Agustína Dall'orso.

### Universitario de Deportes
Cuando era el goleador de la Selección de Ica aceptó la oferta de ir a Lima para vivir en Lolo Fernández y terminar su formación en Universitario de Deportes. El 2016 fue promovido al equipo de reservas y anotó 14 goles, siendo una de las figuras. A inicios del 2017 fue promovido por Pedro Troglio y su primer gol profesional lo marcó a Alianza Lima en el clásico del fútbol peruano. Luego de su gran semestre, renovó su contrato hasta finales del 2020. El 2019 tuvo un año irregular debido a la falta de confianza del jugador, logrando anotar solo 2 goles. Con la llegada de los nuevos delanteros Jonathan Dos Santos y Alexander Succar, se pensaba enviar a préstamo para que se consolide y tenga más continuidad. Sin embargo, el jugador y la institución merengue llegaron a un acuerdo para resolver el contrato.

### Deportivo Binacional
Finalmente llegó como jugador libre al Deportivo Binacional, fichando por 2 temporadas.

### Universitario de Deportes / 2ª etapa
Rescindió contrato con Deportivo Binacional, y firmó contrato por una temporada con Universitario de Deportes, retornando así al club después de una temporada. Debutó en la temporada con el elenco crema en un partido por la Copa Libertadores 2021 frente a Defensa y Justicia en Argentina.  
Disputaría tan solo 3 partidos todo el año y el club no le renovaría su contrato.

### Atlético Grau
Sería presentado mediante las redes del club para disputar la Segunda División del Perú.
En el 2023 luego de una pésima campaña quedó último lugar de la tabla con Carlos Stein, sin embargo, no descendió de categoría debido a que el equipo relegado fue Alfonso Ugarte por más de 2 walk over acumuladas. Jugó un total de 24 partidos y logró anotar 5 goles.
En el 2024 fichó por Alianza Universidad de Huánuco de la Liga 2 de Perú a final de temporada logró ascender a la Liga 1 2025.

## Estadísticas
| Club                             | Temporada           | Liga  | Liga  | Liga   | Copas nacionales | Copas nacionales | Copas nacionales | Torneos internacionales | Torneos internacionales | Torneos internacionales | Total | Total | Total  |
| Club                             | Temporada           | Part. | Goles | Asist. | Part.            | Goles            | Asist.           | Part.                   | Goles                   | Asist.                  | Part. | Goles | Asist. |
| -------------------------------- | ------------------- | ----- | ----- | ------ | ---------------- | ---------------- | ---------------- | ----------------------- | ----------------------- | ----------------------- | ----- | ----- | ------ |
| Universitario de Deportes · Perú | 2018                | 35    | 6     | 3      | —                | —                | —                | 1                       | 0                       | 0                       | 36    | 6     | 3      |
| Universitario de Deportes · Perú | 2019                | 25    | 2     | 0      | 3                | 0                | 1                | —                       | —                       | —                       | 28    | 2     | 1      |
| Universitario de Deportes · Perú | Total               | 60    | 8     | 3      | 3                | 0                | 1                | 1                       | 0                       | 0                       | 64    | 8     | 4      |
| Deportivo Binacional · Perú      | 2020                | 9     | 0     | 0      | —                | —                | —                | 3                       | 0                       | 0                       | 12    | 0     | 0      |
| Deportivo Binacional · Perú      | Total               | 9     | 0     | 0      | 0                | 0                | 0                | 3                       | 0                       | 0                       | 12    | 0     | 0      |
| Total en su carrera              | Total en su carrera | 69    | 8     | 3      | 3                | 0                | 1                | 4                       | 0                       | 0                       | 76    | 8     | 4      |